# Avortement aux Îles Cook
L'avortement aux Îles Cook est illégal sauf s'il sauve la vie de la femme, ou que sa santé mentale ou physique est en danger. Ces catégories ne comprennent pas les cas dans lesquels la grossesse est le résultat d'un viol ou d'un inceste. La loi en vigueur date du Crimes Act (Part VIII - sections 202 à 207) de 1969.
L'avortement librement choisi n'est pas autorisé. Toute personne ayant procuré un médicament ou un instrument est passable de 7 ans d'emprisonnement, la femme enceinte encourt elle 3 ans de prison. La même peine s'applique pour une personne qui fournit du matériel en sachant qu'il sera utilisé pour réaliser un avortement.
Aucune statistique nationale n'est collectée sur le sujet aux îles Cook. Cependant, un rapport de 2014 indique qu'en moyenne, 2,6 % des femmes auraient déjà eu recours à un avortement. Cette statistique est de 3,8 % dans un contexte familial de violence physique et/ou sexuelle, et de 2 % dans un contexte normal.
En 2014, la seule gynécologue de l'île (la population est de 17 000 cette année) rapporte au média Cook Islands News que le Ministère de la Santé lui aurait demandé d'arrêter de diriger ses patientes vers une clinique d'avortement à Auckland, en Nouvelle-Zélande. Dans ce pays voisin (dont les Îles Cook ont obtenu leur indépendance en 1965) l'avortement choisi n'est plus illégal depuis le Contraception, Sterilisation, and Abortion Act de 1977. 
Les Îles Cook sont un territoire très religieux (85% de la population en 2021 s'identifie comme religieuse, dont 80% d'une confession du christianisme). Une série d'interviews réalisée sur douze femmes en 2024 révèle que les femmes qui ont eu recours à un avortement ont souvent l'impression d'avoir commis un péché. 